# Azulene

Allgemeine Struktur der Azulene

Azulene sind eine Stoffgruppe der organischen Chemie mit dem Azulen als einfachstem Vertreter. Es handelt sich um aromatische Verbindungen, die im Gegensatz zu den typischen Sechsringen einen Fünfring und einen Siebenring aufweisen. Durch ihre ungewöhnliche Struktur weisen die Azulene auffällige Farben, meist blau oder violett, auf. Azulene gehen für Aromaten typische Reaktionen, darunter sowohl nukleophile als auch elektrophile Substitutionen. In der Natur kommen Azulene als Pigmente in verschiedenen Pilzen vor. Außerdem kommen sie in ätherischen Ölen vor, wobei sie aber nicht als Azulene in den Pflanzen enthalten sind, sondern vielmehr bei der Destillation aus Vorläufermolekülen gebildet werden.

## Vorkommen

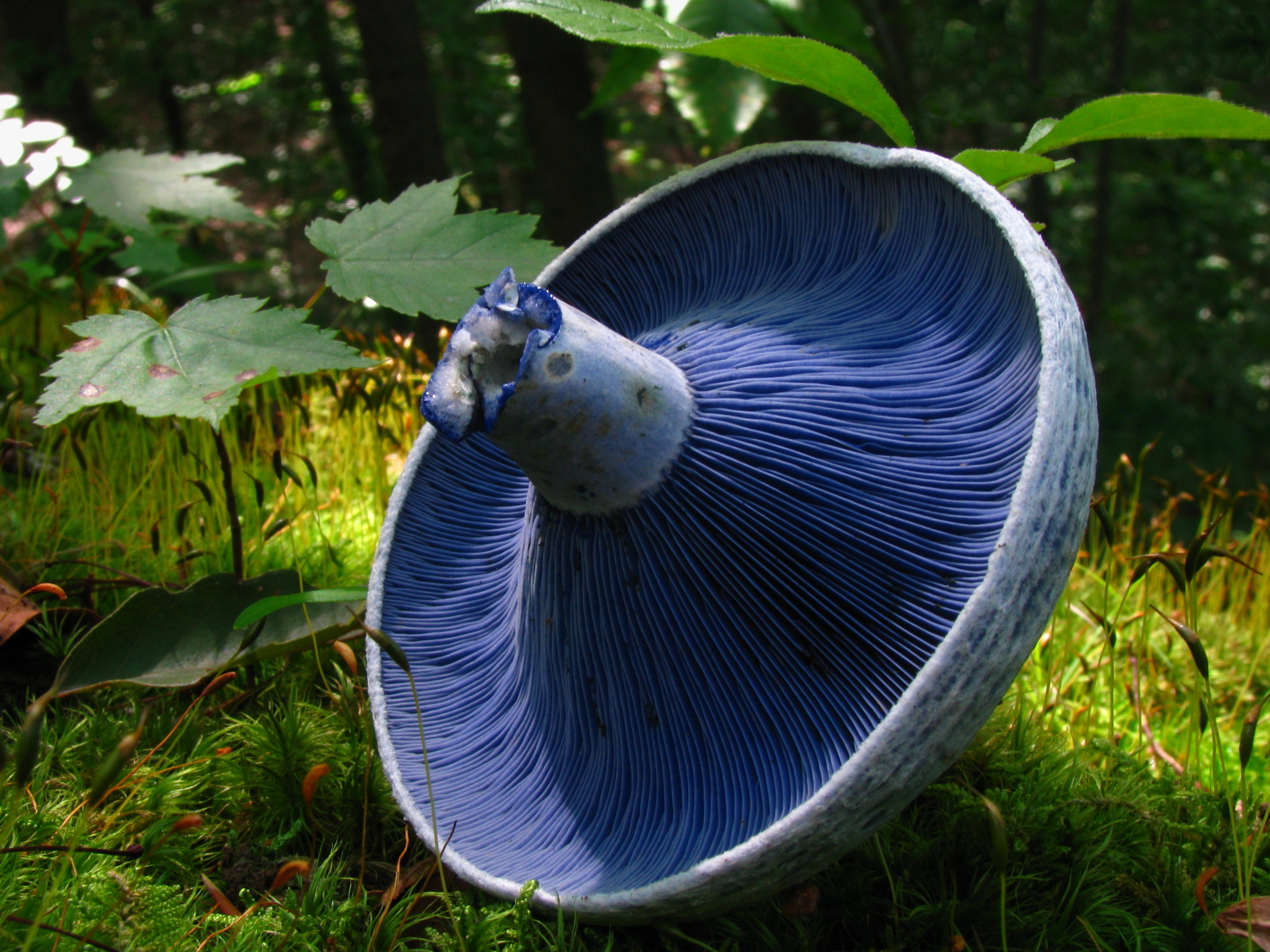
Indigo-Reizker mit blauer Färbung durch ein Azulen-Pigment

Azulene kommen in der Natur in ätherischen Ölen vor, z. B. Kamillen-, Geranium- und Vetiveröl. Chamazulen, die blau gefärbte Komponente des Kamillenöls, ist in der Pflanze nicht enthalten, sondern entsteht bei der Destillation aus Matricin durch Öffnung des Lactonrings und Decarboxylierung. Auf ähnliche Weise wird Chamazulen auch aus Achillicin gebildet, das in Schafgarben vorkommt.
Verschiedene Azulen-Derivate kommen in Pilzen vor. Die blaue Farbe des Indigo-Reizkers (Lactarius indigo) wird durch (7-Isopropenyl-4-methylazulen-1-yl)-methylstearat verursacht, einem mit Stearinsäure veresterten Derivat des Azulens. Durch den Abbau dieser Verbindung entsteht das Lactaroviolin. Auch bei anderen Pilzen der Gattung Milchlinge (Lactarius), beispielsweise dem Edel-Reizker (Lactarius deliciosus), kommen blaue Azulen-Pigmente vor, die teilweise erst bei Verletzung des Pilzes gebildet werden. Dazu gehört beispielsweise die violett gefärbte 7-Isopropenyl-4-methylazulene-1-carbonsäure.

## Struktur und Eigenschaften

Nummerierung der Atome in Azulenen

Die Azulen-Struktur besteht aus einem Cyclopentadien-Ring, der mit einem Cycloheptatrien-Ring anelliert ist. Es handelt sich um nichtbenzoide Aromaten, die meist blau oder violett gefärbt sind. Eine weitere besondere Eigenschaft sind die hohen Dipolmomente, zum Beispiel etwa 1 Debye beim Grundkörper Azulen. Dieser kommt dadurch zustande, dass Azulen eine stabile zwitterionische Struktur aus einem Cyclopentadienid- und einem Tropylium-Ion ausbilden kann, wodurch beide Ringe sechs Elektronen enthalten und gemäß Hückel-Regel aromatisch sind.

## Herstellung
Eine klassische Synthese von Azulenen ist die Ziegler-Hafner-Synthese. Für den Grundkörper geht diese von der Bildung eines Pyridiniumsalzes aus Pyridin und 2,4-Dinitrochlorbenzol aus, analog einer Zincke-Reaktion. Durch Umsetzung mit N-Methylanilin und unter Abspaltung von 2,4-Dinitroanilin wird der Pyridinring aufgespalten und ein Imin erhalten. Dieses kann mit Cyclopentadien kondensiert werden. Bei trockener Destillation durch erhitzen auf über 200 °C wird unter Abspaltung von N-Methylanilin Azulen gebildet. Substituierte Azulene können durch Verwendung substituierter Derivate des Cyclopentadiens erhalten werden.
Eine mögliche Methode zum Aufbau des Azulen-Systems geht von 2-Tropolon aus. Dabei wird zunächst die Hydroxygruppe in ein Chloratom, eine Methoxygruppe oder eine Tosylatgruppe überführt. Die Einführung eines Chloratoms ist zum Beispiel mit Thionylchlorid möglich. Dieses Intermediat wird dann in Gegenwart von Natriumethanolat mit einem Derivat der Malonsäure umgesetzt, beispielsweise Diethylmalonat oder Cyanessigsäureethylester. Eine weitere Methode ist die [6+4]-Cycloaddition eines Derivats von Thiophen-S,S-dioxid und einem aminosubstituierten Fulven.

## Reaktionen

### Substitutionen
Die Positionen 1, 3, 5 und 7 sind in Azuelenen elektronenreich. Da die Positionen 1 und 3 am reaktivsten sind, geht Azulen fast ausschließlich dort elektrophile Substitutionen ein, wodurch zahlreiche substituierte Azulene zugänglich sind. So sind an diesen Positionen Nitrierung, Sulfonierung und Vilsmeier-Formylierung möglich. Diese bevorzugte Reaktionsweise konnte anhand des Grundkörpers Azulen eindeutig gezeigt werden. Durch Friedel-Crafts-Acylierung kann 1-Acetylazulen hergestellt werden. Umsetzung mit Acetanhydrid und Kupfer(II)-nitrat ergibt 1-Nitroazulen. Umsetzung mit N-Bromsuccinimid oder N-Chlorsuccinimid ergibt 1-Bromazulen oder 1-Chlorazulen. Teilweise werden auch 1,3-disubstituierte Verbindungen erhalten. Die Positionen 4, 6 und 8 der Azulene sind für nukleophile Substitutionen am reaktivsten. Die Positionen 4 und 8 sind äquivalent, nicht jedoch die Position 6, daher können bei solchen Reaktionen auch Gemische entstehen.

### Kreuzkupplungen
Halogenierte Derivate des Azulens können in einer Suzuki-Kupplung mit Boronsäuren umgesetzt werden. Auch Stille-Kupplungen mit Organozinnverbindungen sind möglich.

## Verwendung
Einige Azulene wie Guajazulen oder Vetivazulen werden als Antiseptika in Kosmetika und Hygieneartikeln (Zahnpasta, Seife) verwendet. Azulen-Derivate wurden daneben schon verschiedentlich verwendet, um Prototypen organischer Solarzellen und organischer Feldeffekt-Transistoren zu bauen.